# Wallburg in Sonnborn
Die Wallburg in Sonnborn ist eine vermutlich frühmittelalterliche Wallburg, deren Existenz nicht nachweislich gesichert ist. Sie soll auf dem Gebiet des heutigen Wuppertaler Ortsteil Sonnborn gelegen haben.
Sie wird in der Chronik Sonnborns erwähnt, die 1888 vom Sonnborner Bürgerverein zusammengestellt und 1958 vom Nachfolgeverein, der Bürgergemeinschaft Sonnborn-Zoo-Varresbeck, neu publiziert wurde. So heißt es in der Chronik von 1888 mit Überarbeitungen aus dem Jahr 1958:

„[…] Hoch auf dem Kirchberg ragte bis in unsere Tage ein ‚wehrhaft Erdwerk‘, das einen weiten Blick nach Westen gestattete und das mutmaßlich aus frühmittelalterlicher Zeit stammt. Leider ist dieses Erdwerk vor etwa 20 Jahren bei der Anlage eines Sportplatzes eingeebnet worden, obwohl es als Besonderheit in seiner guten Erhaltung deutlich erkennbar war. […]“

Weiter heißt es:

„[…] Umgeben war dieses Werk von einem Rundgraben, der etwa einen Meter tief gewesen ist und bei dessen Aushebung die Erde nach innen geworfen wurde, so daß ein Hügel von etwa 4–5 Meter Höhe entstand, der einen verhältnismäßig kleinen Umfang hatte. Es war eine Wallburg im kleinen, eine Warte, ein Ausguck oder ein vorgeschobener Posten, der die östlich gelegene Burg und Freiheit Elverfelde sichern sollte. […]“

## Topologie
Der mutmaßliche Standort (Burgstall) lag nördlich des Ortskerns Sonnborn, rund 600 Meter nördlich der Hauptkirche Sonnborn, die einen Vorgängerbau aus dem 9. oder 10. Jahrhundert besaß. Die in der Chronik erwähnte Burg Elberfeld (= Burg Elverfelde) lag rund 3,5 Kilometer östlich dieses Standortes. Haus Lüntenbeck, eine alte Siedlungsstelle im Bereich Sonnborns, liegt rund 1,4 Kilometer nördlich entfernt. Haus Lüntenbeck war der Oberhof von Sonnborn. Westlich der Anlage führt die Kirchhofstraße von Sonnborn kommend vorbei. Sie geht wahrscheinlich auf die Altstraße Neuss–Herdecke zurück. Eine Funktion als Warte ist somit ebenfalls denkbar.

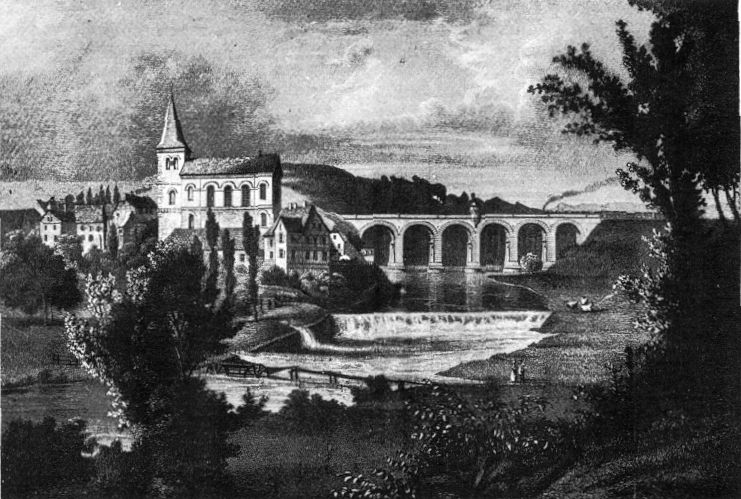
Alte Sonnborner Kirche von 1838, um 1860. Dahinter die Erhebung

Die Wallburg, vielleicht sogar aufgrund der exponierten Lage eine Hügelburg, befand sich demzufolge bei der Ortslage Kirberg (= Kirchberg) auf dem Gipfel der 207,5 m hohen Erhebung, die teils nach der alten Ortslage Kirberg genannt wird. Auf einer Karte der Gemarkung Sonnborn von 1830 ist die Erhebung mit dem Flurnamen „Am Kuckuck“ versehen.
Der beschriebene Sportplatz wurde 1929 unter Eigenleistung des Sonnborner Jünglingsvereins (Vorgängerverein vom CVJM Wuppertal-Sonnborn e. V.) errichtet. Auf einem Stadtplan von Wuppertal, der auf das Jahr 1930 datiert ist, ist auf dem Gipfel der Erhebung eine ringförmige Struktur eingezeichnet. Diese 25 Meter durchmessende Struktur auf der Karte liegt rund 70 Meter weiter nördlich des Sportplatzes.
Nach dem Zweiten Weltkrieg wurde das Gelände des Sportplatzes mit Einfamilienhäusern und einer kleinen Zeile Reihenhäuser überbaut, die von einer Einliegerstraße der Kirchhofstraße erschlossen wird. Die Stelle mit der Ringstruktur im Stadtplan wurde zwischen 1974 und 1983 mit einer kleinen Zeile Reihenhäuser überbaut, die von der Straße Duisbergstraße erschlossen wird.